# Kunsthalle Königsberg

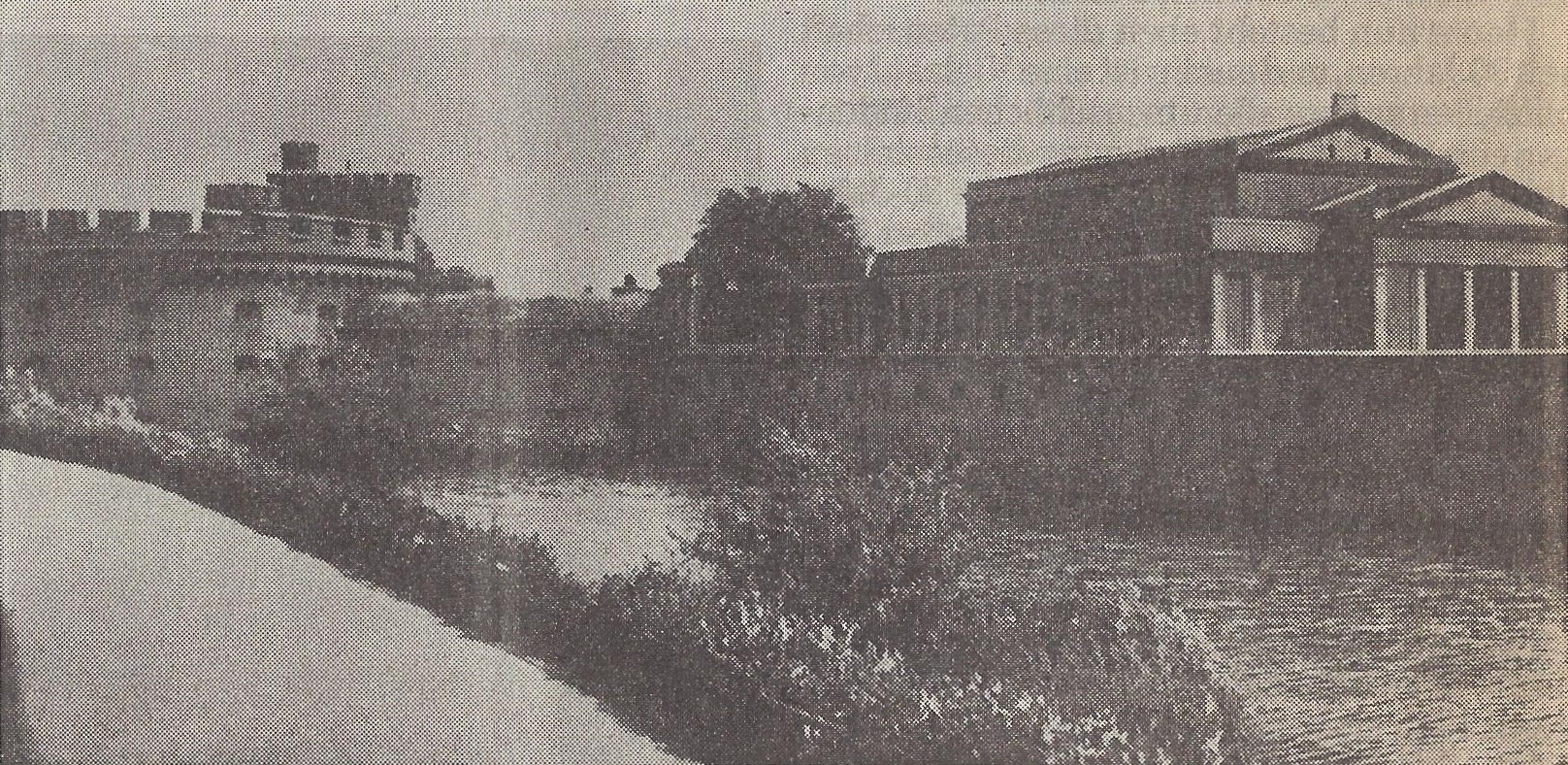
Kunsthalle und Wrangelturm in Königsberg

Die Kunsthalle Königsberg war eine Kunsthalle in Ostpreußens Provinzialhauptstadt Königsberg.

## Bau
Eduard Anderson, der die Ausstellungen des Königsberger Kunstvereins leitete, regte den Bau einer eigenen Kunstausstellungshalle an. Es wurden 80.000 Mark gesammelt. Je 5.000 Mark spendeten Konsul Max Minkowski (Bruder von Hermann Minkowski), Kommerzienrat Felix Heumann und Hoffotograf Gottheil. Den Rest gab die Stadt.
Die Halle wurde von Friedrich Lahrs beim Wrangelturm an der Südwestecke des Oberteichs gebaut. Mit einer von Adalbert Bezzenberger erarbeiteten Gedächtnisausstellung zur Erhebungszeit von 1813 wurde sie 1913 eröffnet. Während des Ersten Weltkrieges war die Kunsthalle von der Feldpost gemietet. Kunstausstellungen fanden wieder in der Neuen Börse statt. Als Vorsitzender des Kunstvereins übergab Landeshauptmann Paul Blunk die Kunsthalle 1924 der Stadt zu Ausstellungszwecken.
Die Luftangriffe auf Königsberg beschädigten das Bauwerk. In Kaliningrad als Lagerhaus (1951) und Schule (1985) genutzt, wurde es im 21. Jahrhundert zur Markthalle.